# 遠藤康子
遠藤 康子（えんどう やすこ、1968年10月21日 - 1986年3月30日）は、日本の女優・モデル。
東京都江東区出身。東京都立青山高等学校定時制中退。

## 来歴・人物
小学5年生の頃に劇団ひまわりに入団するが、成績不振を理由に後に退団。中学2年時にスカウトされ、モデルクラブ・ボックスコーポレーションに所属。同事務所には正式デビュー前の中山美穂も所属しており、仲が良かった。1983年に活動を開始。雑誌『花とゆめ』、『Olive』、『mcシスター』等のモデル活動、ケンタッキー、サッポロ一番、永谷園等多くのCMに出演。
その後、ヒラタオフィスに移籍。1985年、テレビドラマ『奥様は不良少女!? おさな妻』で女優デビュー。同年放送の『スケバン刑事』で、斉藤由貴演じる主人公の麻宮サキを追い詰める敵、海槌家の次女・亜悠巳役で注目を浴びる。

## 急死
1986年5月21日に「セピア色のひみつ」というキャッチフレーズのもと、リバスター音産より『IN THE DISTANCE』（作詞：有川正沙子、作曲：櫻井哲夫、編曲：鳥山雄司）という曲でアイドル歌手デビューする予定であったが、同年3月30日、台東区浅草橋のビルの7階屋上から飛び降り自殺した。
遠藤は同日17時40分頃、ヒラタオフィスの担当マネージャーと共に母親の経営する喫茶店へ向かい、母親を交えた3人で歌手デビューに向けての打ち合わせが行われた。19時10分頃に話し合いが終わり、20分ほど母親と会話したあと「ママごめんね」という言葉を残し店を出る。その後、喫茶店の隣のビルに進入し屋上にイヤリングを残して身を投げた。20時34分、路上で倒れているところを通行人に発見され墨田区内の病院に搬送されるが、21時30分過ぎに死亡が確認された。17歳没。
動機は事務所の恋人との交際続行を反対されたためと実しやかに報道され、憶測が飛んだが、母親やヒラタオフィス関係者は否定している。母親によると死の1カ月ほど前から様子がおかしく、それまでは遠藤周作のエッセイ『愛と人生をめぐる断想』などを読んでいたが、突然『野獣死すべし』、『戦士の挽歌』（以上大藪春彦作）、『過去（リメンバー）』（北方謙三作）などのハードボイルド小説を読み始め、遠藤自身も「死」という言葉を頻繁に口にしていたことから、休みもなく多忙な仕事やプレッシャーで疲れてしまったのではないかと語っている。一方で、遠藤は発売予定だったデビュー曲のB面曲、『テレフォン』の歌詞を非常に気に入っており、歌手デビューを心待ちにしていたという。プロデューサーでもあった橋幸夫は、「私が『中山美穂を追い越せ』とハッパをかけたら、『ハイッ!』と明るく元気に言っていたんです。物をはっきり言う子で『ぜったいやってやるんだ』とはりきっていたのに…未だに信じられません」とコメントしている。
遠藤の死から2年後の1988年、モデル時代からの親友であった中山美穂が自身のコンサートツアーで『Long Distance 天国へ』という曲を披露した。タイトルは発売中止となった遠藤のデビュー曲『IN THE DISTANCE』のオマージュで、遠藤に捧げたレクイエムである。中山自らが作詞・作曲を務めた同曲は『Long Distance To The Heaven』と曲名を変え、同年7月発売のアルバム『Mind Game』に収録されている。なお、この歌に関しては、1991年発売の中山のエッセイ集『P.S. I LOVE YOU』で触れられている。2009年発売のエッセイ集『なぜなら やさしいまちが あったから』では名前は伏せているが、遠藤のことについて記されている。
シンガーソングライターのあがた森魚も、『菫礼礼少年主義宣言』の中で遠藤と岡田有希子の死について美学的な論考を綴っている。

## 出演作品

### テレビドラマ
- 月曜ドラマランド『奥様は不良少女!? おさな妻』（1985年6月10日、フジテレビ）
- スケバン刑事 第11話「第二部 悪魔の三姉妹編 序章」 - 第22話「地獄に落ちろ! 悪魔の一族」（1985年、フジテレビ） - 海槌亜悠巳 役
- '85年型家族あわせ（1985年10月11日 - 12月20日、TBS） - 久保田幸子 役

### 映画
- 魔性の夏 四谷怪談より（1981年5月23日 、松竹）

### CM
- 日立家電 日立ドライヤー
- サンヨー食品 サッポロ一番
- NECパソコン
- 資生堂 ヘアーコロン
- 花王 エッセンシャルシャンプー
- ケンタッキーフライドチキン
- 永谷園 サケずし - 北島三郎と共演
- 豊島園 サマープールのポスター